# 喜劇 男の子守唄
『喜劇 男の子守唄』（きげき おとこのこもりうた）は、1972年に日本で公開された映画。

## スタッフ
- 監督：前田陽一
- 脚本：田坂啓、満友敬司、前田陽一
- 製作：猪股尭
- 撮影：竹村博
- 音楽：山本直純

## キャスト
- 福田清造：フランキー堺
- はるみ、お竜：倍賞美津子
- 西本紀子：生田悦子
- 蝶子：ミヤコ蝶々
- 健：真山譲二
- 丸山：森川信
- 太郎：小松陽太郎
- ロッキー野村：ミッキー安川
- 田島：田端義夫
- 福勘：鳳啓助
- 染太郎：京唄子
- 大津：財津一郎
- マネージャー：大泉滉